# بيتر بوس (ممثل)
بيتر بوس (بالهولندية: Peter Bos)‏ هو ممثل هولندي، ولد في 20 يونيو 1950 بأمستردام في هولندا.

## وصلات خارجية
- بيتر بوس على موقع IMDb (الإنجليزية)
- بيتر بوس على موقع قاعدة بيانات الفيلم (الإنجليزية)